# Rio de Janeiro-Galeão nemzetközi repülőtér
A Rio de Janeiro-Galeão nemzetközi repülőtér egy nemzetközi repülőtér (IATA: GIG, ICAO: SBGL) Brazíliában Rio de Janeiro és Galeão közelében. 2019-ben az ország negyedik legforgalmasabb repülőtere volt. Nevét a Galeão városrészről kapta. Területét tekintve ez a legnagyobb repülőtér Brazíliában.
2014. augusztus 12. óta a Rio Galeão koncessziós társaság üzemelteti, amely az Odebrecht brazil befektető és a Changi Airport Group által létrehozott konzorcium, a korábbi üzemeltető, az Infraero állami tulajdonú vállalat kisebbségi részvételével. Az új koncessziós társaság a RIOgaleão – Aeroporto Internacional Tom Jobim elnevezést használja.
Egyes létesítményeit közösen használja a brazil légierő Galeão légibázisa és a repülőtér.

## Története
1923. május 10-én a Governador-szigeten, a Galeão strand közelében létrehozták egy haditengerészeti repülőiskolát. 1941. május 22-én, a Brazil Légierő Minisztériumának létrehozásával az iskola a Galeão légibázissá vált; így terminált és hangárokat építettek, illetve meghosszabbították a kifutópályát. Amikor Brazília 1942. augusztus 22-én hadat üzent a tengelyhatalmaknak, a repülőteret a szövetségesek intenzíven kezdték használni a második világháborúval kapcsolatos katonai műveletekre.
1952. február 1-jén nyitották meg az új utasterminált, amelyet 1977-ig folyamatosan használtak. Ezt a terminált jelenleg a Brazil Légierő által üzemeltetett utasszállító járatok használják.
1970-re a repülőtér Brazília legfontosabb nemzetközi és belföldi légi csomópontjává vált.  Abban az évben a brazil kormány által nemrégiben létrehozott Infraero ügynökség vette át az irányítását. A repülőtér presztízsét bizonyítja, hogy a Concorde 1976. január 21-én az Air France légitársasággal menetrend szerinti első repülését hajtotta végre, Párizs-Charles de Gaulle repülőtérről Dakaron keresztül Galeãóba repülve.
1977. január 20-án, amikor a repülőtér Brazília összes jelentős nemzetközi járatát fogadta, egy új terminált nyitottak, és az összes menetrend szerinti utasjáratot átvitték az új épületbe. Ez az épület ma az 1-es utasterminál néven ismert. 1985-ben a repülőtér elvesztette az ország legnagyobb nemzetközi repülőtere címet, mivel megnyitott a São Paulo-Guarulhos nemzetközi repülőtér. Ebben az időben egy új kifutópályát nyitottak meg São Paulóban, amely lehetővé tette interkontinentális járatok üzemeltetését súlykorlátozás nélkül, ezért a brazil és külföldi légitársaságok egyre gyakrabban használták São Paulót nemzeti és nemzetközi csomópontként. A repülőtér 2004 vége óta fokozatosan visszanyerte jelentőségét a brazil és a nemzetközi szférában azáltal, hogy újabb járatok és légitársaságok kezdték el használni.
Az 1991-es év során végezték el az első nagyobb felújítást az 1-es utasterminálon az 1992-ben megrendezett ENSZ Környezet és fejlődés konferenciájára való felkészülés jegyében. Éves kapacitása 7,5 millió utas/évre nőtt. 1999. július 20-án nyitották meg a 2-es utasterminált. A repülőtérnek ez a két ellipszis alakú utasterminálja van, amelyek mindegyike tizenkét kapuval rendelkezik, és évi 7,5 millió utas kiszolgálására alkalmas.
2009. augusztus 31-én a korábbi üzemeltető, az Infraero bemutatott egy 819 millió realnyi (302 millió eurós) beruházási tervet a Galeão nemzetközi repülőtér korszerűsítésére, mivel a Brazíliában megrendezett 2014-es labdarugó-világbajnokságnak Rio de Janeiro volt az egyik helyszíne és a 2016-os nyári olimpiai játékoknak a város lett végül a házigazdája.
Egy nappal a 31. olimpiai játékok zárása után a Galeão rekordmennyiségű utast kezelt egyetlen nap alatt. Becslések szerint 2016. augusztus 22-én 85 000 utas fordult meg a repülőtér létesítményeiben.

## Légitársaságok és úti célok

### Utasszállító
2016 novembere óta az 1. terminál utasfelvételi és poggyászfelvételi területe nincs használatban. Minden utasnak a 2. terminált kell használnia ahhoz, hogy bármelyik terminál beszállókapujához eljusson.
| Légitársaság            | Célállomások |
| ----------------------- | --- |
| Aerolíneas Argentinas   | Buenos Aires–Aeroparque Szezonális: Córdoba (Argentína), Mendoza |
| Air France              | Párizs–Charles de Gaulle |
| American Airlines       | Miami Szezonális: New York–JFK |
| Avianca                 | Bogotá |
| Azul Brazilian Airlines | Campinas |
| British Airways         | London–Heathrow |
| Copa Airlines           | Panamaváros–Tocumen |
| Delta Air Lines         | Szezonális: Atlanta (2022. december 18-ától indul újra) |
| Emirates                | Buenos Aires–Ezeiza, Dubaj (mindkettő 2022. november 2-ától indul újra) |
| Flybondi                | Buenos Aires–Ezeiza Szezonális charter: San Carlos de Bariloche |
| Gol Transportes Aéreos  | Aracaju, Belém, Brasília, Buenos Aires–Aeroparque, Córdoba (Argentína) (2022. november 21-étől indul újra), Fortaleza, Foz do Iguaçu, João Pessoa, Maceió, Manaus, Natal, Recife, Rosario (2022. november 29-étől indul újra), São Paulo–Guarulhos Szezonális: Campo Grande, Curitiba, Florianópolis, Goiânia, Ilhéus, Jericoacoara, Montevideo (2022. december 24-től indul), Navegantes, Palmas, Porto Seguro, Salvador da Bahia |
| Iberia                  | Szezonális: Madrid (2022. október 30-ától indul újra) |
| JetSmart Argentina      | Buenos Aires–Ezeiza (begins 6 December 2022) |
| JetSmart Chile          | Santiago de Chile (2022. december 29-től indul) |
| KLM                     | Amszterdam |
| LATAM Brasil            | Brasília, Buenos Aires–Aeroparque (2022. október 30-ától indul újra), Fortaleza, Foz do Iguaçu, Recife, São Paulo–Guarulhos |
| LATAM Chile             | Santiago de Chile |
| LATAM Perú              | Lima |
| Lufthansa               | München |
| Paranair                | Szezonális: Asunción |
| Sky Airline             | Santiago de Chile |
| TAP                     | Lisszabon, Porto |
| United Airlines         | Houston |

### Teherszállító
| Légitársaság         | Célállomások |
| -------------------- | --- |
| Cargolux             | Campinas, Luxembourg |
| LATAM Cargo Brasil   | Belo Horizonte–Confins, Cabo Frio, Campinas, Ciudad del Este, Curitiba, Manaus, Miami, Porto Alegre, São Paulo–Guarulhos |
| LATAM Cargo Chile    | Amszterdam, Buenos Aires–Ezeiza, Frankfurt, Miami, Montevideo, Santiago de Chile                                         |
| LATAM Cargo Colombia | Bogotá, Lima, Miami, Quito                                                                                               |
| Modern Logistics     | Campinas |
| Sky Lease Cargo      | Miami |
| Total Linhas Aéreas  | São Paulo–Guarulhos, Vitória                                                                                             |

## Kifutópályák
A repülőtér futópályái:
- 10/28 (4000 m, 45 m, beton)
- 15/33 (3180 m, 47 m, aszfalt)

## Forgalom
Az utasforgalom az elmúlt években az alábbi módon változott:
| Utasok száma | 5 224 868 | 4 898 146 | 8 305 157 | 10 973 912 | 12 247 812 | 17 328 100 | 16 657 224 | 16 141 941 | 4 590 544 | 5 809 626 |
|              | 2000      | 2002      | 2005      | 2007       | 2010       | 2012       | 2015       | 2017       | 2020      | 2022      |

## Balesetek és incidensek
- 1952. július 27-én a Pan Am Boeing 377 Stratocruiser 10-26-os repülőgépén, amely a 201-es járatot teljesítette Rio de Janeiro-Galeão és Buenos Aires-Ezeiza között, miután emelkedés közben nyomáskiegyenlítési problémák léptek fel, az egyik ajtó szétrobbant, egy utas kirepült, és a kabin jelentősen megrongálódott. Egy utas meghalt.[18]
- 1959. január 11-én a Lufthansa Lockheed L-1049G Super Constellation típusú, D-ALAK lajstromjelű, 502-es járatot teljesítő repülőgépe a Hamburg-Rio de Janeiro útvonalon a repülőtérnél zuhant le megközelítés közben, heves esőben. A legénység a minimálisan szükséges szint alá ereszkedett. A fedélzeten tartózkodó 39 utasból és személyzetből 3 maradt életben. Ez volt a Lufthansa első balesete az újjáalakulása után.[19]
- 1959. december 22-én a VASP Vickers Viscount 827 PP-SRG lajstromjelű gépe a Rio de Janeiro-Galeão repülőtér közelében a levegőben összeütközött a brazil légierő Fokker S-11 (T-21) FAB0742 lajstromjelű gépével. A Viscount fedélzetén tartózkodó mind a 32 ember életét vesztette, valamint további tíz ember a földön. A T-21-es pilótája ejtőernyővel menekült biztonságba. Ez a baleset végül a manguinhosi repülőtér bezárásához vezetett.[20]
- 1962. augusztus 20-án a Panair do Brasil Douglas DC-8-33 típusú, PP-PDT lajstromjelű, Rio de Janeiro-Galeão és Lisszabon között közlekedő repülőgépe egy megszakított felszállás során a kifutópályáról az óceánba csúszott. A fedélzeten tartózkodó 120 utas és személyzet közül 14-en meghaltak.[21]
- 1970. január 1-jén a Cruzeiro do Sul Sud Aviation SE-210 Caravelle VI R típusú, Montevideo és Rio de Janeiro-Galeão között közlekedő repülőgépét 33 fővel a fedélzetén 6 személy eltérítette, akik azt követelték, hogy Kubába repüljenek. A járatot Limába, majd később Panamavárosba térítették el, és két nappal később érkeztek meg Havannába. Áldozatok nem voltak.[22]
- 1970. július 1-jén a Cruzeiro do Sul Sud Aviation SE-210 Caravelle VI R típusú, PP-PDX lajstromjelű, Rio de Janeiro-Galeão és São Paulo között közlekedő repülőgépét 31 fővel a fedélzetén 4 személy eltérítette, akik Kubába szállítandó politikai foglyok szabadon bocsátását követelték. A gépeltérítőket a földön letartóztatták. Áldozatok nem voltak, és a gépeltérítés kevesebb mint egy napig tartott.[23]
- 1973. június 9-én a Varig Cargo Boeing 707-327C típusú, PP-VJL lajstromjelű, Campinasból Rio de Janeiro-Galeãóba tartó repülőgépe a repülőtér műszeres megközelítése közben műszaki problémákat tapasztalt a féklapokkal, aminek következtében a repülőgép túl gyorsan ereszkedett, nekicsapódott a kifutópálya előtti lámpáknak és a vízbe zuhant. Mind a 6 utas elhunyt.[24]
- 1979. július 26-án a Lufthansa Cargo Boeing 707-330C típusú, D-ABUY lajstromjelű, Rio de Janeiróból Dakaron keresztül Frankfurtba közlekedő 527-es járata 5 perccel a repülőtérről való felszállás után hegynek ütközött. A 3 fős személyzet meghalt.[25]
- 1985. december 12-én az Air France F-GCBC lajstromjelű Boeing 747-228B típusú repülőgépe, amely 273 utassal és személyzettel érkezett Párizs-Charles de Gaulle repülőtérről, leszállás közben letért a 15-ös futópálya jobb oldala felé, áthaladt egy árkon és egy betonfalnak ütközött. Ezután tűz ütött ki, amely teljesen megsemmisítette a repülőgépet, de az összes bent tartózkodó személyt már korábban biztonságosan evakuálták, áldozatok vagy súlyos sérülések nélkül. A balesetet később az 1-es hajtóműben elszakadt teljesítményvezérlő kábelre vezették vissza, ami miatt a hajtómű a maximális felszállási teljesítményen túl gyorsult fel, destabilizálva a gépet.[26]

## Megközelíthetőség

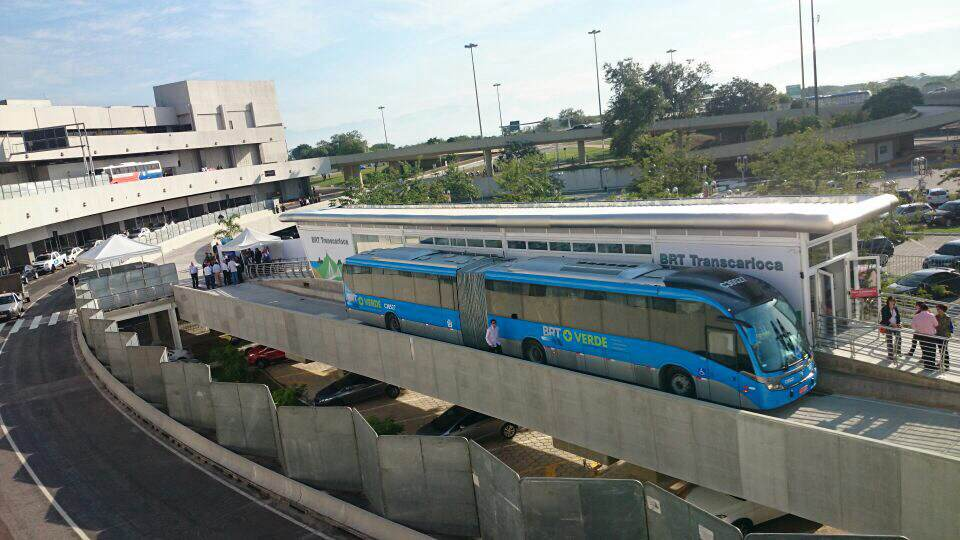
TransCarioca BRT állomása a repülőtérnél, a hivatalos megnyitó ünnepségen.

A repülőtér Rio de Janeiro belvárosától 20 km-re északra található.
A riói BRT TransCarioca vonala összeköti az 1-es és 2-es terminált az Alvorada terminállal és a 2-es metróvonal Vicente de Carvalho állomásával, ahonnan a teljes metrórendszer elérhető. Az Alvoradánál át lehet szállni a TransCarioca és a TransOeste vonalak között. A tömegközlekedési hálózat a nap 24 órájában üzemel, és a jegyeket az érkezési szinten található BRT-bódékban árusítják. A tervek szerint a repülőteret összekötnék a RioGaleão Light Rail vonallal, amely a repülőtér és az Estácio állomás között közlekedne, ahol csatlakozna az 1-es metróvonalhoz.
A Viação 1001 a 761-D számú buszjáratot üzemelteti a repülőtérről Niteróiba. Továbbá ugyanez a társaság naponta négyszer járatot indít Armação dos Búziosba, amely az 1-es terminál érkezési szintjéről indul.
A jövőben a tervek szerint a repülőteret érinteni fogja a Rio de Janeiro – São Paulo nagysebességű vasútvonal.

## Fordítás
Ez a szócikk részben vagy egészben  a   Rio de Janeiro/Galeão International Airport című angol Wikipédia-szócikk ezen változatának fordításán alapul.  Az eredeti cikk szerkesztőit annak laptörténete sorolja fel. Ez a jelzés csupán a megfogalmazás eredetét és a szerzői jogokat jelzi, nem szolgál a cikkben szereplő információk forrásmegjelöléseként.